# József Palotás
József Palotás   (Budapest, 14 de maig de 1911 - Budapest, 16 de novembre de 1957) va ser un lluitador hongarès que va competir durant la dècada de 1930. Combinà la lluita lliure i la lluita grecoromana.
El 1936 va prendre part en els Jocs Olímpics d'Estiu de Berlín, on va guanyar la medalla de bronze en la competició del pes mitjà del programa de lluita grecoromana. En el seu palmarès també destaca una medalla de bronze al Campionat d'Europa de lluita de 1937 i tres campionats nacionals.